# Liste des sites Ramsar en Andorre
Cet article recense les zones humides d'Andorre concernées par la convention de Ramsar.

## Statistiques
La convention de Ramsar est entrée en vigueur en Andorre le 23 novembre 2012. En janvier 2020, le pays compte trois sites Ramsar, couvrant une superficie de 68,70 km2 (soit près de 15% du territoire andorran).

## Liste
| Site                                     | Paroisse                                                            | Notes                                           | Date            | Superficie (km²) | Altitude (m)  | Identifiant Ramsar | Identifiant WDPA | Coordonnées                      | Photo |
| ---------------------------------------- | ------------------------------------------------------------------- | ----------------------------------------------- | --------------- | ---------------- | ------------- | ------------------ | ---------------- | -------------------------------- | ----- |
| Parc naturel de la vallée de Sorteny     | Ordino                                                              |                                                 | 23 juillet 2012 | 10,80            | 1 660 - 2 915 | 2071               | 555549480        | 42° 37′ 01″ nord, 1° 34′ 01″ est |       |
| Vallée du Madriu-Perafita-Claror         | Andorre-la-Vieille, Encamp, Escaldes-Engordany, Sant Julià de Lòria | Paysage culturel, protégé au patrimoine mondial | 28 août 2013    | 42,47            | 1 050 - 2 905 | 2183               | 555558369        | 42° 28′ 59″ nord, 1° 36′ 00″ est |       |
| Parc naturel des vallées du Coma Pedrosa | La Massana                                                          |                                                 | 15 avril 2014   | 15,43            | 1 500 - 2 942 | 2204               | 555592572        | 42° 34′ 59″ nord, 1° 27′ 00″ est |       |